# Aquilegia vulgaris subsp. dichroa
Aquilegia vulgaris subsp. dichroa é uma subespécie de planta com flor pertencente à família Ranunculaceae. 
A autoridade científica da subespécie é (Freyn) T.E. Díaz, tendo sido publicada em Anales del Jardín Botánico de Madrid 41(1): 211. 1984.
Os seus nomes comuns são erva-pombinha ou fidalguinhos.

## Portugal
Trata-se de uma subespécie presente no território português, nomeadamente em Portugal Continental e no Arquipélago dos Açores.
Em termos de naturalidade é nativa de Portugal Continental e introduzida no Arquipélago dos Açores.

## Protecção
Não se encontra protegida por legislação portuguesa ou da Comunidade Europeia.